# Giulio Carlo Argan
Giulio Carlo Argan (Turin, 17 mai 1909 - Rome, 12 novembre 1992) est un critique d'art italien et une personnalité politique. Il fut, en 1976, le premier maire de la Rome républicaine à n'être pas démocrate-chrétien. Dans les années 1970, il fut l'un des membres importants de la Gauche indépendante (Sinistra indipendente) italienne.

## Critique et intellectuel
Dans les années 1920, Giulio Carlo Argan fréquente le milieu culturel de Piero Gobetti et se forme à l'Université de Turin grâce à Lionello Venturi, dont il reçoit l'exemple d'une critique suivant l'approche de Benedetto Croce, mais s'étendant aussi à l'art contemporain. En 1928, il rejoint le parti national fasciste. Il s'intéresse surtout à l'architecture : 1930 voit ses débuts avec les articles Palladio e la critica neoclassica et Il pensiero critico di Antonio Sant'Elia ; en 1931, il obtient son diplôme avec un mémoire sur Sebastiano Serlio.
Il suit des cours de perfectionnement, est l'assistant de Pietro Toesca et, en 1933, entre à l'administration des antiquités et des beaux-arts, devenant inspecteur à Turin puis à Modène et, finalement, à la direction générale à Rome, où, avec Cesare Brandi, il élabore le projet de l'Institut central de la restauration tout en étant rédacteur en chef de la revue Le Arti.
À l'origine de son ascension professionnelle rapide se trouve le dignitaire fasciste Cesare Maria De Vecchi, à l'époque ministre de l'Éducation nationale. En 1936-1937, il publie deux petits volumes sur l'architecture du Moyen Âge et, en 1937-1938, un manuel d'histoire de l'art pour les lycées. En 1939, il effectue un voyage aux États-Unis et, la même année, il épouse Anna Maria Mazzucchelli, déjà rédactrice en chef de La Casabella de Pagano et Persico. Au début des années 1940, il collabore régulièrement à la revue Primato, fondée et dirigée par Giuseppe Bottai, et à Il ventuno domani, fondé par Felice Chilanti, Francesco Pasinetti et Vasco Pratolini.
Après la guerre, Giulio Carlo Argan intervient pour défendre l'art abstrait et l'architecture moderne (Henry Moore, 1948, Walter Gropius et La Bauhaus 1951, La scultura di Picasso 1953; Pier Luigi Nervi, 1955), s'occupant également d'urbanisme, de muséologie, de design ; il publie des monographies sur des artistes de la Renaissance, en profitant de ses liens avec des chercheurs de l'Institut Warburg et en utilisant d'une façon très personnelle la méthode  iconologique (Brunelleschi, 1955; Fra Angelico, 1955; Botticelli, 1957) ; il élabore une nouvelle interprétation de l'art baroque à travers les clefs de la «technique» et de la «rhétorique» (Borromini, 1952; L'architettura barocca in Italia, 1957; L'Europa delle capitali, 1964).
En 1955, il commence à enseigner à l'université de Palerme puis, en 1959, à Rome (dans la chaire d'histoire de l'art moderne) ; il est directeur de la section moderne  de l’Enciclopedia Universale dell'Arte et participe à la fondation d’Il Saggiatore d'Alberto Mondadori ; en 1958, il entre au Conseil supérieur des Antiquités et des Beaux-Arts (où il restera dans différentes sections, jusqu'à la création d'un Ministère en 1974).
Dans les années 1960, il joue un rôle de premier plan dans le débat sur le développement des courants plus modernes : de l'art informel à l'art gestaltique, du pop art à l'Arte povera, jusqu'à l'élaboration de la thèse sur la mort de l'art, c'est-à-dire sur la crise irréversible du système des techniques traditionnelles de l'art dans la société industrielle et capitaliste.
En 1962, il crée l'ISIA de Rome, institution destinée à former de jeunes designers. Toujours la même année, il devient président de l'association culturelle « Cenacolo di Torre Orsini » à Terni, ardemment souhaitée par son ami, le sculpteur Aurelio De Felice. En 1968, il publie la Storia dell'arte italiana, suivie de L'arte moderna 1770-1970 et, en 1969, il fonde la revue Storia dell'arte. Il joue un rôle important dans la réévaluation du néo-classicisme et de l'œuvre d'Antonio Canova grâce à ses cours universitaires et ses conférences.
En 1984, il fut l'une des victimes du célèbre « canular de Livourne », en garantissant sans réserve l'authenticité de trois têtes sculptées que l'on avait retrouvées dans un canal à Livourne et attribuées à Modigliani, alors que leur fausseté a été établie par la suite.
Le film « L’educazione di Giulio » (L’Éducation de Jules), réalisé par Claudio Bondì, est librement inspiré de l’adolescence de Giulio Carlo Argan.

## Homme politique et maire de Rome
En 1971, il figurait parmi les signataires de l'appel publié dans l'hebdomadaire L'Espresso contre le commissaire Luigi Calabresi et d'un autre publié en octobre dans Lotta Continua, où ils exprimaient leur solidarité avec certains militants et les directeurs responsable du journal, inculpés d'incitation au crime, en raison du contenu violent de certains articles, en s'engageant à « combattre un jour l'État les armes à la main. »
Dans les années 1976-1979, après avoir été élu comme indépendant sur les listes du Parti communiste italien, il fut le premier maire de Rome à ne pas être démocrate-chrétien. Son mandat s'effectua à un moment très difficile pour la ville de Rome, frappée par le terrorisme, les tensions sociales et la criminalité de la Banda della Magliana ; et pourtant, grâce à son jeune adjoint à la culture Renato Nicolini, il put mener à bien l'expérience de l'Été romain, devenu par la suite un événement régulier dans la vie de la cité mais que l'on considéra à l'époque comme un véritable risque.
D'une grande importance historique ont été les rencontres qu'il a eues dans la capitale avec trois papes comme évêques de Rome : en 1976 et 1977 ce fut Paul VI, qu'il avait connu pendant les années de guerre, mémorable fut sa rencontre en 1978 avec Jean-Paul Ier et, toujours en 1978 avec Jean-Paul II.
Homme prudent et mesuré à une époque où l'écologie était encore négligée par la plupart des forces politiques de gauche, Argan se montra intraitable sur ce qui concernait la protection de l'environnement. Par exemple, pour empêcher la construction d'un hôtel quatre étoiles près de la Villa Piccolomini, l'un des plus beaux panoramas de Rome, il intervint personnellement avec des déclarations péremptoires (« Quand je serai mort vous pourrez construire dans cette zone »).
Au début de son mandat, le Movimento Sociale Italiano - Destra Nazionale et la presse de droite rappelèrent au moyen d'affiches et d'articles ses complaisances envers le régime fasciste.
Il démissionna en septembre 1979, en expliquant sa décision pour des raisons de santé. En réalité, aux yeux du PCI, après la fin de la solidarietà nazionale des gouvernements Andreotti III et IV (1976-1979) le maintien d'une personnalité indépendante à la tête du Capitole ne s'imposait plus et, de fait, ce fut Luigi Petroselli, un homme du parti, qui lui succéda.
En 1983, il devint sénateur du PCI pour deux mandats jusqu'en 1992. Dans les dernières années, il se consacra surtout à la défense du patrimoine artistique et à la réforme des lois destinées à le protéger ; il présenta de nombreux projets de lois en collaboration avec le sénateur Giuseppe Chiarante, avec lequel il fonda en 1991, l'Association Bianchi Bandinelli, institut d'études et de recherches nommé ainsi en l'honneur de l'archéologue Ranuccio Bianchi Bandinelli.
Pendant les années 1980, il poursuivit parallèlement son activité de critique d'art. En 1990, il publia son dernier livre : Michelangelo architetto (en collaboration avec Bruno Contardi).
Le 21 avril 2009, par décret du ministre des Arts et des Affaires culturelles, a été créé le Comité national pour la célébration du centenaire de la naissance de Giulio Carlo Argan. Le logo du Comité est dû au sculpteur Nicola Carrino.

## Œuvres
- L'architettura protocristiana, preromanica e romanica, Nemi, Florence 1936
- L'architettura italiana del Duecento e Trecento, Nemi, Florence 1937
- Tosi, Le Monnier, Florence 1942
- Henry Moore, De Silva, Turin 1948
- Manzù. I disegni, Istituto Arti Grafiche, Bergamo 1948
- Walter Gropius e la Bauhaus, Einaudi, Turin 1951
- Borromini, Mondadori, Milan 1952 (II ed., 1996)
- Scultura di Picasso, Alfieri editore, Venice 1953
- Brunelleschi, Mondadori, Milan 1955
- Studi e note, Bocca, Milan 1955.
- Fra Angelico, Skira, Genève 1955
- (avec Jacques Lassaigne), Le Quinzième Siècle, de Van Eyck à Botticelli, Skira, Genève 1955
- L’architettura barocca in Italia, Garzanti, Milan 1957
- Georges Braque, Garzanti, Milan 1957
- Botticelli, Skira, Genève 1957
- Marcel Breuer. Disegno industriale e architettura, Gorlich, Milan 1957
- Mastroianni, Edizioni del Cavallino, Venice 1958
- Martini, A. Zwemmer, London 1958
- Ignazio Gardella, Edizioni di Comunità, Milan 1959
- Fautrier "matière et mémoire", Apollinaire, Milan 1960
- Pietro Consagra, Edition du Griffon, Neuchatel 1962
- Salvezza e caduta nell'arte moderna, Milan 1964
- Progetto e destino, Milan 1965
- Capogrossi, Editalia, Rome 1967
- Storia dell'arte italiana, voll. I-III, Sansoni, Florence 1968
- The Reinassance city, Braziller, New York 1969
- L'arte moderna 1770-1970, Sansoni, Florence 1970
- Studi e note. Dal Bramante a Canova, Bulzoni, Rome 1970
- Libera, Editalia, Rome 1975
- Intervista sulla fabbrica dell'arte, Laterza, Rome-Bari 1980
- Storia dell'arte come storia della città, Rome 1983
- Da Hogarth a Picasso, Feltrinelli, Milan 1983
- Classico Anticlassico, Feltrinelli, Milan 1984
- Immagine e persuasione. Saggi sul Barocco, Feltrinelli, Milan 1986
- (con Bruno Contardi), Michelangelo architetto, Electa, Milan 1990
- Ritratti di opere e di artisti, Editori Riuniti, Rome 1993
- Discorsi parlamentari, Edizioni del Senato della Repubblica, Rome 1994
- Progetto e oggetto. Scritti sul design, Milan 2003
- Promozione delle arti, critica delle forme, tutela delle opere. Scritti militanti e rari (1930-42), Christian Marinotti Edizioni, Milan, 2009
- Walter Gropius et le Bauhaus, Editions Parenthèses, Marseille, 2017

## Référence de traduction
- (it) Cet article est partiellement ou en totalité issu de l’article de Wikipédia en italien intitulé « Giulio Carlo Argan » (voir la liste des auteurs).